# White Hall (Arkansas)
White Hall é uma cidade localizada no estado americano de Arkansas, no Condado de Jefferson.

## Demografia
Segundo o censo americano de 2000, a sua população era de 4732 habitantes.
Em 2006, foi estimada uma população de 5140, um aumento de 408 (8.6%).

## Geografia
De acordo com o United States Census Bureau, a localidade tem uma área de 17,7 km², sem área coberta por água. White Hall localiza-se a aproximadamente 87 m acima do nível do mar.

## Localidades na vizinhança
O diagrama seguinte representa as localidades num raio de 32 km ao redor de White Hall.